# Foton
Foton (prema grč. φῶς, genitiv: φωτός: svjetlοst), svjetlosni kvant, kvant svjetlosti ili kvant elektromagnetskoga zračenja (oznaka γ) je osnovni djelić energije elektromagnetskoga zračenja, elementarna čestica koja je posrednik u prenošenju elektromagnetskoga međudjelovanja. Foton se giba brzinom svjetlosti, te nema masu, ni električni naboj. Njegov je spin jednak jedinici i pripada u skupinu bozona. Pojam kvanata svjetlosti, kasnije nazvanih fotonima, uveo je A. Einstein 1905. kako bi objasnio fotoelektrični učinak, koji se nije mogao objasniti s pomoću valne teorije elektromagnetskoga zračenja. Elektromagnetsko zračenje frekvencije ν pokazuje pri međudjelovanju s tvari da se sastoji od nedjeljivih fotona energije 
{\displaystyle E=h\cdot \nu }
gdje je h – Planckova konstanta. Fotoni nastaju u mnogim prirodnim procesima: pri ubrzavanju električki nabijenih čestica (sinkrotronsko zračenje), pri nuklearnim reakcijama, atomskim ili molekularnim prijelazima iz stanja više energije u stanje niže energije, ili pri poništenju (anihilaciji) čestica i antičestica Fotoni se, kao i sve dosad otkrivene čestice, uklapaju u teorije moderne kvantne mehanike, te pokazuju svojstva i čestica i valova (fizikalni dualizam).

## Fizikalna svojstva
Foton nema masu ni električni naboj te ga se ne može naći u mirovanju. Također je baždarni bozon elektromagnetizma, pa nema kvantne brojeve unutarnje simetrije (leptonski broj, barionski broj, okusni kvantni brojevi). Kao bozon, foton ne podliježe Paulijevom principu isključenja. Prema Standardnom modelu fizike, foton je jedan od četiri baždarna bozona koji prenose slabu nuklearnu silu; ostala tri su W+, W− i Z0. Za razliku od fotona, ovi baždarni bozoni imaju masu, zbog Higgsovog mehanizma koji krši njihovu SU(2) baždarnu simetriju. Ujedinjenje fotona s W i Z baždarnim bozonima kao prenositeljima slabe elektronuklearne interakcije postigli su S. L. Glashow, A. Salam i S. Weinberg, za što im je 1979. dodijeljena Nobelova nagrada za fiziku. Fizičari nastoje povezati četiri baždarna bozona s osam vrsta gluona putem kvantne kromodinamike; no neke od glavnih teorija, poput protonskog raspada, još uvijek nisu eksperimentalno dokazane.

## Fotoelektrični učinak i kvant svjetlosti
Kada ultraljubičasta svjetlost pada na kovine, one se nabijaju pozitivno, a s njihove površine se zamjećuje emisija negativnog naboja – elektrona. Da je svjetlost neprekinuti elektromagnetski val, elektroni bi u dovoljno vremena nakupili dovoljno energije da se otrgnu vezama unutar tvari. Učinak se, međutim, opaža samo sa svjetlošću dovoljno male valne duljine, bez obzira na to koliki je njen intenzitet i trajanje svjetlosnog pobuđenja. Do kojeg se konačnog napona kovina nabije i kolika je najveća energija emitiranih elektrona također ne ovisi o jakosti svjetlosti nego samo o njenoj valnoj duljini, odnosno frekvenciji. Ovakvo djelovanje svjetlosti na tvari naziva se fotoelektrični učinak ili efekt.
Kod većine kovina, kao i kod cinka, djeluju fotoelektrički samo ultraljubičaste zrake. Alkalne kovine, kao cezij, natrij, kalij i litij, fotoelektrički su osjetljive i na vidljivu svjetlost. Ovdje se, dakle, energija zračenja (radijacije) pretvara u kinetičku energiju elektrona, stoga i u električnu energiju. 
Klasična teorija elektromagnetskog zračenja nije mogla objasniti fotoelektrični učinak. Tek ga je 1905. protumačio A. Einstein svojom teorijom o kvantima svjetlosti. Na osnovi Planckove teorije o zračenju crnoga tijela, Einstein je pretpostavio da je sva svjetlost kvantizirana, to jest da iz izvora svjetlosti izlaze kvanti svjetlosti, kasnije nazvani fotoni. Planckova teorija je kvantu svjetlosti pridruživala energiju razmjernu frekvenciji elektromagnetskog vala υ,
{\displaystyle E=h\,\nu }
Konstanta h nazvana je Planckovom konstantom. Svjetlost veće frekvencije imala bi veći kvant energije pa bi lakše izbijala elektrone iz metala i davala im kinetičku energiju. Prema Einsteinu, kod fotoelektričnog učinka ova bi se energija djelomično trošila na energiju A potrebnu za izbijanje elektrona iz tvari, a preostali dio bi prešao u kinetičku energiju {\displaystyle E_{k}={\tfrac {1}{2}}mv^{2}} elektrona mase m, koji izlijeće brzinom v. Einsteinova je jednostavna, ali dalekosežna relacija 
{\displaystyle h\,\nu =A+{\tfrac {1}{2}}\,m\,v^{2}}.
objasnila cijeli fotoelektrični učinak. Izbijanje elektrona iz kovina nastaje tek onda kada svjetlost ima dovoljnu frekvenciju da se s energijom hυ može izvršiti rad A potreban za izbijanje elektrona. Taj je rad različit za razne kovine, a naročito je malen kod alkalijskih kovina. Ispod neke minimalne frekvencije ne može se razviti fotoelektrični učinak, koliko god svjetlost bila jaka. 
Dok je Planck kvante svjetlosti smatrao tek matematičkim konstruktom potrebnim za objašnjenje zračenja crnoga tijela, Einstein ih je uzeo za stvarne čestice koje tvore elektromagnetski val: emitirani kvanti energije ostaju na okupu, lokalizirani poput zrnca ili čestica i kao takvi jure brzinom svjetlosti kroz prostor. Taj lokalizirani i korpuskularni kvant energije jest Einsteinov foton, kvant svjetlosti, to jest čestica svjetlosti ili zračene energije.

## Foton kao nositelji elektromagnetske sile
Elektromagnetska sila djeluje između čestica koje posjeduju električni naboj, tako da se čestice istoimenog naboja međusobno odbijaju, a raznoimenog međusobno privlače. Ona je odgovorna gotovo za sve pojave s kojima se susrećemo u svakodnevnom životu, osim za gravitaciju.
Atomi imaju jednak broj protona i elektrona. Njihov ukupan električni naboj je nula. Budući da su atomi neutralni, postavlja se pitanje kako se atomi mogu držati na okupu i stvarati stabilne molekule? Otkriveno je da se električno nabijeni dio jednog atoma može privlačiti s električno nabijenim dijelom drugog atoma — protoni jednog atoma mogu privlačiti elektrone drugog atoma. To omogućava da se različiti atomi drže na okupu. Dakle, elektromagnetska sila je ono što omogućava atomima da se drže na okupu i tako stvaraju stabilne molekule. Bilo koja struktura na svijetu može postojati samo zato što proton i elektron imaju suprotne naboje.
Čestice prijenosnici elektromagnetske sile su fotoni. Oni se razmjenjuju svaki put kada električki nabijene čestice stupaju u međudjelovanje. Foton je čestica bez naboja, tako da ona sama ne doživljava djelovanje elektromagnetske sile. Drugim riječima, fotoni ne mogu izravno utjecati jedni na druge. Foton ne samo da je čestica bez naboja, već je i bez mase te uvijek putuje brzinom svjetlosti. Međutim, fotoni nose energiju i količinu gibanja, te u prenošenju tih svojstava među česticama uzrokuju pojavu elektromagnetske sile.
U tim procesima, energija i impuls moraju biti očuvani, u skladu s osnovnim zakonima fizike. No, energija za kratko vrijeme ovdje nije očuvana, jer jedna čestica emitira foton, dok ga druga apsorbira. Takve reakcije prikazuju se Feynmanovim dijagramima.
Kvantna mehanika dopušta ovu neravnotežu, pod uvjetom da fotoni zadovoljavaju Heisenbergovom načelu neodređenosti:
{\displaystyle \Delta x\cdot \Delta p_{x}\geq h}
{\displaystyle \Delta E\cdot \Delta t\geq h}
Prema gornjem odnosu nemoguće je znati sve detalje određenog kvantnog sustava. Na primjer, ako se zna točan položaj elektrona, nemoguće je znati impuls elektrona. Ova neodređenost omogućava da neproporcionalnost u energiji postoji neko vrijeme, pod uvjetom da vrijedi gornji odnos, odnosno da umnožak neodređenosti energije i vremena bude manji ili jednak reduciranoj Planckovoj konstanti. Stoga se energija razmijenjenog fotona može shvatiti kao "posuđena" u granicama načela neodređenosti. Što je više energije posuđeno, kraće je vrijeme posudbe.